# Apicia eldanaria
Apicia eldanaria là một loài bướm đêm trong họ Geometridae.